# Ayumi Asō
Ayumi Asō (穂高あゆみ Aso Ayumi?) (Saitama, Japón; 23 de marzo de 1974) cuyo nombre real es Ayumi Kurabayashi, es una exactriz y exchica japonesa de campaña. Sus pasatiempos y habilidades especiales son el tenís, el esquí, el piano y el origami.

## Vida
En 1994, fue seleccionada como Asahi Kasei Swimsuit Mascot Girl.
En 1995, mientras trabajaba como chica de campaña de Keihin Kyuko, simultáneamente actuó como Juri Nijō, la guerrera Oh Yellow en Chōriki Sentai Ohranger.
Actualmente está retirada del mundo de la actuación, casada y con dos hijos. Durante mucho tiempo estuvo fuera de la atención del público, en el 2015 participó en una reunión patrocinado por quién fue su compañero de rol coprotagonico Masaru Shishido, por el 20.ª aniversario de Ohranger.

## Anécdotas enOhranger
En la audición, ella narra que estaba confundida porque fue la primera vez que tocaba, pero a medida que pasaban los días definitivamente quería quedarme y en la audición final, me puse tan nerviosa que quise hacerlo.
Durante el rodaje del episodio 23, se decía que cuando ella se volteó hacia adelante en el monte, no notó las castañas que se habían caído y las espinas clavadas en su espalda, provocando un alboroto.
Estoy orgullosa de haber aparecido en "Oranger" y el personal del mismo trabajo dijo en una entrevista con "Toei Hero MAX" que Takeshi Ogasawara y Masao Inokuma dejaron una impresión. La mayoría de las cartas de los fans vinieron de mujeres y fue un honor gustarle al mismo género.
Tamao Satō, con quien coprotagonizó, testificó que Asō estaba ocupado y siempre cansada porque también era una chica de campaña en ese momento y que su coprotagonista Masaru Shishido fue alentador. La propia Satō se mantuvo en buenos términos con Asō durante la filmación, pero declaró que fue solo unos años después de que terminó el programa que pudo pasar tiempo en privado.

## Actuación

### Televisión
- Paradero del hombre (1994)
- Chōriki Sentai Ohranger (1995): Juri Nijō (二条 樹里 Nijō Juri?)/Oh Yellow (オーイエロー Ō Ierō?)
- Cielo de resistencia semanal
- ¡OH! El Club
- ¡El Akan brillante de Tommy!
- Tomate parlante gráfico de TV

### Películas
- Chōriki Sentai Ohranger (15 de abril de 1995): Juri Nijō (二条 樹里 Nijō Juri?)/Oh Yellow (オーイエロー Ō Ierō?)

### Vídeo original
- Super Sentai Series
  - Cuaderno de miembros de Chōriki Sentai Ohranger Super Video (1995): Como Juri Nijō
  - ¡Chōriki Sentai Ohranger Super Video Ore! Chōriki Sentai Ohashi (1995): Como Juri Nijō
  - Chōriki Sentai Ohranger: Ohré vs. Kakuranger (8 de marzo de 1996): Juri Nijō (二条 樹里 Nijō Juri?)/Oh Yellow (オーイエロー Ō Ierō?)
  - Gekisō Sentai Carranger vs. Ohranger (14 de marzo de 1997): Juri Nijō (二条 樹里 Nijō Juri?)/Oh Yellow (オーイエロー Ō Ierō?)